# Crunomys suncoides
Il topo toporagno del Monte Katanglad (Crunomys suncoides  Rickart, Heaney, Tabaranza Jr., & Balete, 1998) è un roditore della famiglia dei Muridi

## Descrizione
Roditore di piccole dimensioni, con la lunghezza della testa e del corpo di 108 mm, la lunghezza della coda di 101 mm, la lunghezza del piede di 33 mm, la lunghezza delle orecchie di 16 mm e un peso fino a 37 g.

La pelliccia è corta e soffice. Lungo la spina dorsale, sul capo e all'attaccatura della coda il colore è marrone scuro con una leggera tinta di arancione, i fianchi sono più chiari, mentre i lati del muso sono bruno-nerastri. Sono presenti due anelli di pelle priva di peli intorno agli occhi. Le vibrisse sono corte e nerastre. Le orecchie sono piccole e quasi prive di pigmento. Il petto e l'addome sono bruno-arancione brillante. Le parti dorsali delle zampe sono color carne. La coda è lunga come la testa e il corpo, è bruno-grigiastra scuro sopra, color carne sotto. Sono presenti 20 anelli di scaglie per centimetro.

## Biologia

### Comportamento
È una specie semi-fossoria

### Alimentazione
Si nutre di invertebrati dal corpo morbido.

## Distribuzione e habitat
Questa specie è conosciuta soltanto da un individuo catturato sul Monte Katanglad, Isola di Mindanao, Filippine.
Vive nelle foreste muschiose primarie a 2.500 metri di altitudine.

## Conservazione
La IUCN Red List, considerato che questa specie è conosciuta soltanto da un individuo, classifica C.suncoides come specie con dati insufficienti (DD).